# Ljutice (Koceljeva)
Ljutice (em cirílico: Љутице) é uma vila da Sérvia localizada no município de Koceljeva, pertencente ao distrito de Mačva, na região de Tamnava. A sua população era de 489 habitantes segundo o censo de 2011.

## Demografia
| 1948  | 1953  | 1961  | 1971  | 1981 | 1991 | 2002 | 2011 |
| ----- | ----- | ----- | ----- | ---- | ---- | ---- | ---- |
| 1 297 | 1 303 | 1 219 | 1 110 | 972  | 755  | 593  | 489  |